# Funkcje Blasiusa
Funkcje Blasiusa – funkcje specjalne występujące w teorii warstwy granicznej. Funkcje te pojawiły się po raz pierwszy w podanym przez Blasiusa klasycznym rozwiązaniu samopodobnym równań Prandtla opisujących przepływ płynu w laminarnej warstwie granicznej (tzw. laminarna warstwa graniczna Balsiusa).
Nazwa funkcji pochodzi od nazwiska niemieckiego fizyka Blasiusa.

## Funkcja pierwotna Blasiusa
Funkcja będąca rozwiązaniem nieliniowego równania różniczkowego Blasiusa:
{\displaystyle {\frac {d^{3}f(\eta )}{d\eta ^{3}}}+{\frac {1}{2}}f(\eta ){\frac {d^{2}f(\eta )}{d\eta ^{2}}}=0}
spełniająca zarazem warunki brzegowe:
{\displaystyle \left.f(\eta )\right|_{\eta =0}=0,}
{\displaystyle \left.{\frac {df(\eta )}{d\eta }}\right|_{\eta =0}=0,}
{\displaystyle \left.{\frac {df(\eta )}{d\eta }}\right|_{\eta \to \infty }=1.}
Pierwotna funkcja Blasiusa nie wyraża się przez funkcje elementarne. Ze względu na nieliniowość równania różniczkowego Blasiusa jego rozwiązanie uzyskać można korzystając z rozwinięć w szeregi nieskończone, lub też stosując metody numeryczne.
Dla dodatnich wartości argumentu pierwotna funkcja Blasiusa jest regularną, monotonicznie rosnącą funkcją nie posiadającą punktów przegięcia. Posiada natomiast asymptotę ukośną do której zdążają jej wartości jeśli argument zdąża do nieskończoności.

## Funkcja styczna Blasiusa (pierwsza funkcja Blasiusa)
Funkcja będąca pierwszą pochodną pierwotnej funkcji Blasiusa, zdefiniowana w sposób:
{\displaystyle B_{L}(\eta )\;{\stackrel {\mathrm {df} }{=}}\;{\frac {df(\eta )}{d\eta }}.}
Dla dodatnich wartości argumentu styczna funkcja Blasiusa jest regularną, monotonicznie rosnącą funkcją nieposiadającą punktów przegięcia. Funkcja styczna Blasiusa posiada dwie asymptoty. Jedna z nich to asymptota pozioma na wysokości 1, do której dążą wartości funkcji, gdy jej argument zmierza do nieskończoności. Druga asymptota jest asymptotą ukośną o nachyleniu równym pierwszej pochodnej pierwotnej funkcji Blasiusa, gdy jej argument zmierza do zera. Wartości stycznej funkcji Blasiusa zbliżają się do asymptoty ukośnej, gdy jej argument zmierza do zera.
Funkcja styczna Blasiusa opisuje rozkład prędkości {\displaystyle u} stycznej do nieskończonej płaskiej płyty w laminarnej warstwie granicznej rozwijającej się w pobliżu płyty. Wzór na rozkład prędkości stycznej przyjmuje wówczas postać:
{\displaystyle u=U\,B_{L}^{}(\eta ),}
gdzie {\displaystyle U} jest prędkością jednorodnego strumienia płynu poza warstwą graniczną równoległego do sztywnej płyty, a {\displaystyle \eta } jest parametrem samopodobieństwa zdefiniowanym jako:
{\displaystyle \eta \;{\stackrel {\mathrm {df} }{=}}\;y\,{\sqrt {\frac {\varrho \,U}{\mu \,x}}},}
gdzie:
{\displaystyle x} – odległość równoległa do kierunku przepływu, liczona od początku płyty,
{\displaystyle y} – odległość prostopadła do kierunku przepływu, liczona od powierzchni płyty,
{\displaystyle \varrho } – gęstość płynu,
{\displaystyle \mu } – lepkość płynu.
Rozkład prędkości stycznej {\displaystyle u} w warstwie granicznej wyraża się więc ostatecznie wzorem:
{\displaystyle u=UB_{L}\left(y{\sqrt {\frac {\varrho \,U}{\mu \,x}}}\right).}

## Funkcja normalna Blasiusa (druga funkcja Blasiusa)
Funkcja zdefiniowana przy pomocy pierwotnej funkcji Blasiusa w sposób:
{\displaystyle B_{N}(\eta )\;{\stackrel {\mathrm {df} }{=}}\;{\frac {1}{2}}\left[\eta \,{\frac {df(\eta )}{d\eta }}-f(\eta )\right].}
Funkcja normalna Blasiusa jest funkcją regularną, monotonicznie rosnącą. Posiada jeden punkt przegięcia. Dla małych wartości argumentu jest funkcją wklęsłą, przy dużych – wypukłą.
Przy pomocy funkcji normalnej Blasiusa wyrazić można rozkład prędkości {\displaystyle v} normalnej (tj. prostopadłej) do nieskończonej płaskiej płyty w laminarnej warstwie granicznej rozwijającej się w pobliżu płyty. Wzór na rozkład prędkości normalnej przyjmuje wówczas postać:
{\displaystyle v={\sqrt {\frac {\mu \,U}{\varrho \,x}}}\,B_{N}^{}(\eta )}
i ostatecznie:
{\displaystyle v={\sqrt {\frac {\mu \,U}{\varrho \,x}}}\,B_{N}^{}\left(y\,{\sqrt {\frac {\varrho \,U}{\mu \,x}}}\right).}

## Zastosowania funkcji Blasiusa
Funkcje Blasiusa wykorzystuje się w teorii laminarnej warstwy granicznej. Poza określaniem składowych prędkości można też wyznaczyć narastanie grubości warstwy granicznej od początku płyty. Grubość warstwy granicznej (rozumiana tutaj jako tzw. grubość wypierania) wyraża się wówczas wzorem:
{\displaystyle \delta (x)\;=\;{\sqrt {\frac {\mu \,x}{\varrho \,U}}}\int \limits _{0}^{\infty }[1-B_{L}(\eta )]\,d\eta }
i po przeprowadzeniu całkowania numerycznego:
{\displaystyle \delta (x)\;\simeq \;1{,}72079\;{\sqrt {\frac {\mu \,x}{\varrho \,U}}}.}
W praktyce przyjmuje się często grubość warstwy granicznej równą trzykrotnej grubości wypierania.